# Долин, Антон Владимирович
Анто́н Влади́мирович До́лин (при рождении Воробьёв; род. 23 января 1976, Москва, СССР) — российский журналист, кинокритик, радиоведущий. Автор книг о кино. Один из лауреатов премии «Просветитель» за 2024 год в номинации «ПолитПросвет».
Долин начал карьеру на радио «Эхо Москвы», где с 1997 по 2003 год работал корреспондентом и ведущим. В конце 2000-х стал известен как кинокритик. Был кинообозревателем телепередачи «Вечерний Ургант» на «Первом канале» (2012—2020). С 2017 по 2022 год — главный редактор журнала «Искусство кино».

## Биография
Родился 23 января 1976 года в Москве. В 1997 году окончил филологический факультет МГУ имени М. В. Ломоносова, в качестве преддипломной практики работал школьным учителем русского языка и литературы. В 2000 году окончил аспирантуру ИМЛИ РАН и написал диссертацию на соискание учёной степени кандидата филологических наук по теме «История советской повести-сказки», которую в итоге не защитил.
С 1997 по 2003 год работал корреспондентом и ведущим на радиостанции «Эхо Москвы» (программы «Книжечки» и «Ну и денёк»). С 2001 по 2005 год работал в издании «Газета». В 2006—2007 годах работал в газете «Московские новости».

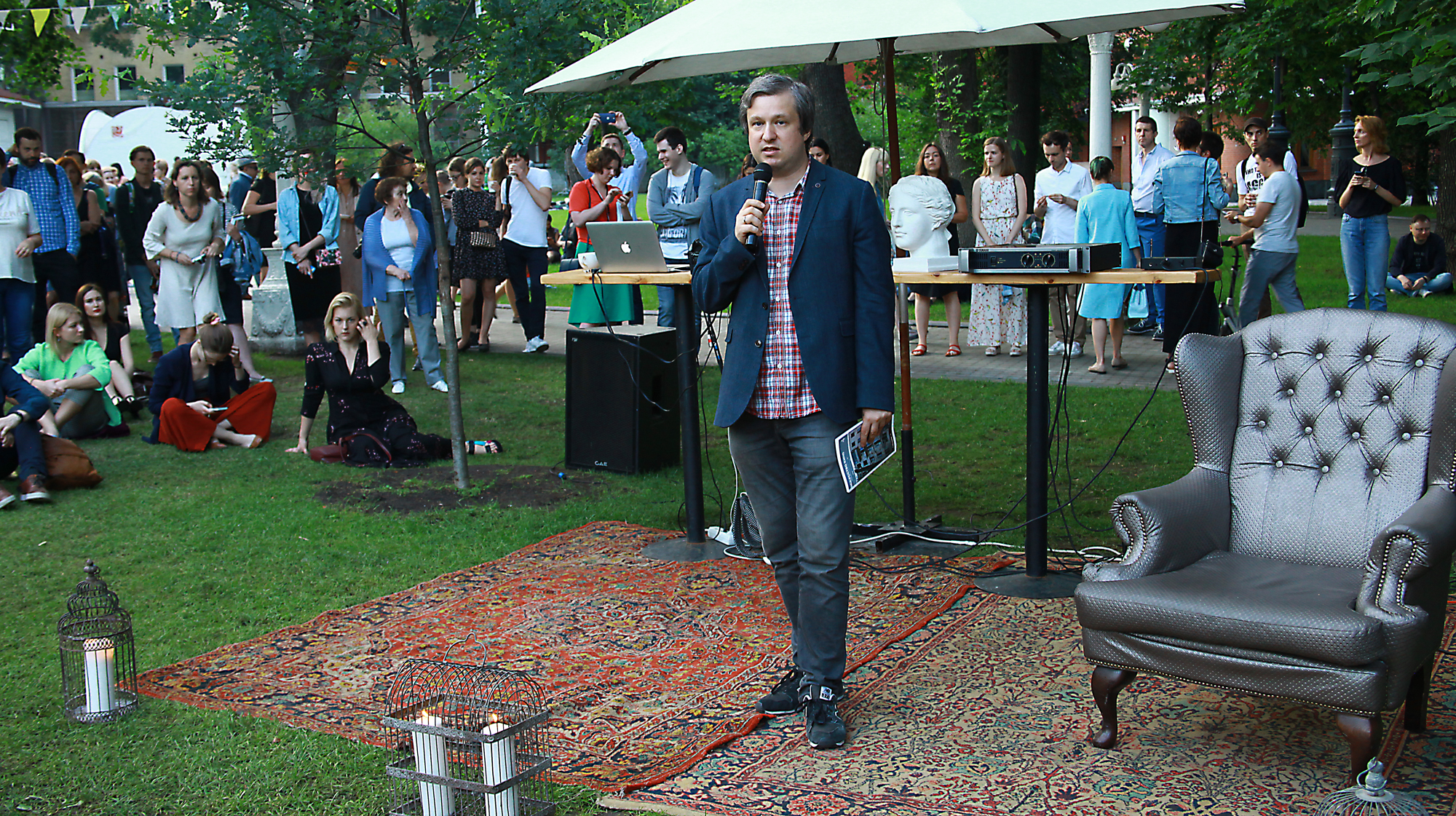
Антон Долин на презентации журнала «Искусство кино» в саду «Эрмитаж», 2017

С 2007 по 2019 год работал на радиостанции «Маяк»: в 2007—2010 годах — ведущий трёхчасового дневного шоу (соведущая — Тутта Ларсен), в 2010—2012 годах — обозреватель рубрики «Киноновинки с Антоном Долиным» в дневном шоу Антона Комолова и Ольги Шелест, в 2012—2013 годах — ведущий дневного трёхчасового шоу (соведущая — Анастасия Драпеко). В 2013—2019 годах — ведущий радиопередачи «Собрание слов» и кинообозреватель шоу «Полкино», вёл подкаст «Спутник кинозрителя с Антоном Долиным». В 2013—2014 гг. — один из ведущих проекта радиостанции «Маяк» и сайта «КиноПоиск» — «Топ-10 фильмов о…» (совместно с Евгением Стаховским и Верой Кузьминой).
В разное время вёл авторские колонки в таких изданиях, как «Эксперт» (2006—2013), «The New Times» (2008—2017), «Ведомости» (2011—2014), OpenSpace.ru (2012—2013), «Газета.ру» (2012—2013), «Афиша» (2013—2017), Meduza (с 2017 года) и других.
С 28 августа 2010 по 4 апреля 2019 года — кинообозреватель радиостанции «Вести ФМ». Спустя несколько месяцев перешёл на радиостанцию «Серебряный дождь», где с 12 июля 2019 по 25 июня 2021 года вёл похожую по содержанию передачу «Кинопробы».
В августе 2008 года был одним из участников обсуждений ночного документально-сериального блока «Городские пижоны» на «Первом канале». С 25 апреля 2012 по 29 июня 2020 года — кинообозреватель рубрики «Пойдём в кино, Оксана» в телешоу «Вечерний Ургант» на том же канале. Заменил Давида Шнейдерова, появившегося в пилотном выпуске данной рубрики. В сентябре 2020 года Долин был уволен из передачи руководством «Первого канала» (по его мнению, это произошло ввиду его отрицательной рецензии на фильм «Союз спасения», написанной для издания Meduza), и рубрика таким образом прекратила своё существование.
11 июня 2017 года стал главным редактором журнала «Искусство кино». Находясь в данной должности, с 20 апреля по 1 декабря 2018 года был ведущим одноимённой передачи о кинематографе, выходившей на телеканале ТВ-3.
14 апреля 2021 года при поддержке издания Meduza было запущено YouTube-шоу «Радио Долин», разделённое на несколько рубрик.

В начале марта 2022 года сообщил, что уехал из страны, после чего исполняющим обязанности главного редактора был назначен Станислав Дединский. 16 марта 2022 года Долин сообщил о том, что более не является главным редактором журнала.

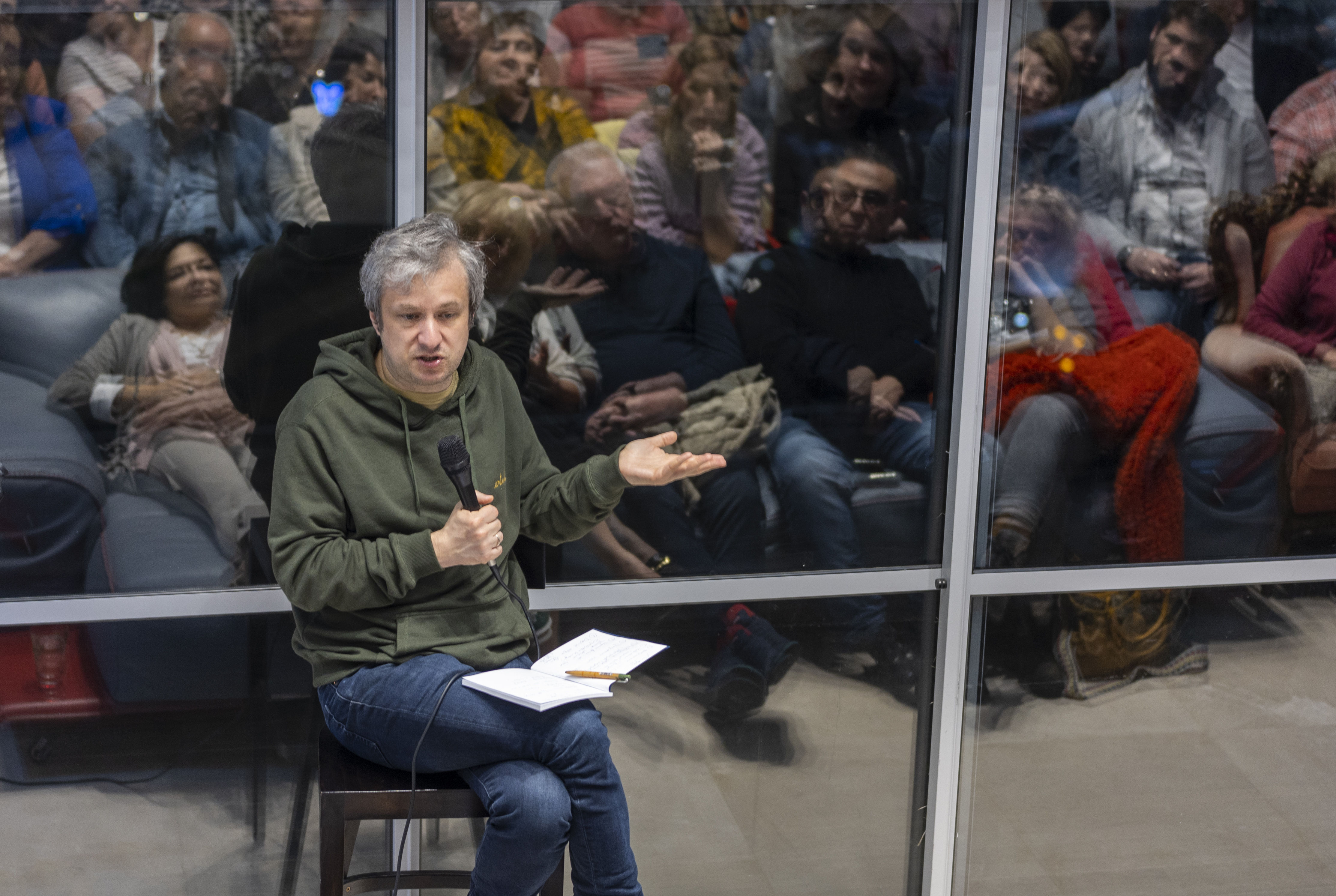
Антон Долин на творческой встрече в Ашдоде, 2023 год

14 октября 2022 года Минюст России внёс Долина в список СМИ — «иностранных агентов».
Выступил режиссёром фильма «Архитектор: история Алексея Германа и его фильмов», в октябре 2023 года картина вышла в фестивальном прокате. При этом в опубликованной версии фильма имя Долина не указано, а его закадровый комментарий переозвучен другим голосом.
В 2024 году сообщил о том, что имеет гражданство Израиля.

## Семья
Прадед по матери — Александр Осипович Долин (1897, Вад-Рашков — 1969, Москва) — врач-невропатолог и нейрофизиолог, доктор медицинских наук, профессор.
Прабабушка по матери — Фаня Исааковна Зборовская (1897, Новоукраинка — 1973, Москва) — педиатр и гигиенист, кандидат медицинских наук, научный сотрудник Центрального НИИ охраны материнства и младенчества, первый директор НИИ педиатрии Наркомздрава РСФСР.
Дед по матери — Аркадий Яковлевич Фишер (1924—2002) — авиаконструктор, сотрудник НПО имени С. А. Лавочкина.
Дядя по матери — Александр Долин (род. 1949, Москва) — японист, переводчик, писатель, доктор философии, профессор.
Отец — доктор физико-математических наук Владимир Воробьёв (1939—2022).
Мать — Вероника Долина (род. 1956, Москва) — певица, поэтесса, автор-исполнитель.
- Брат — Олег Долин (род. 1981, Москва) — актёр театра и кино, театральный режиссёр[34].
- Сестра — Ася Долина (род. 1984, Москва) — журналист и писатель, работала на радио «Эхо Москвы», телеканале «Россия-24» и в компании «Единая медиа группа». Впоследствии переехала в США, в 2018—2023 годах была сотрудницей радиостанции «Голос Америки»[35].
- Брат по отцу — Пётр Воробьёв (род. 1967, Москва), учёный, писатель[36].
- Брат по матери — Матвей Александрович Долин (род. 1995).

Жена — Наталия Хлюстова, в прошлом директор отдела продаж Walt Disney Studios Sony Pictures Releasing (WDSSPR).
- Сыновья — Марк (род. 2002), учился на режиссёрском факультете ВГИКа; Аркадий (род. 2010), на 2023 год обучается в Риге[38].

## Общественная позиция

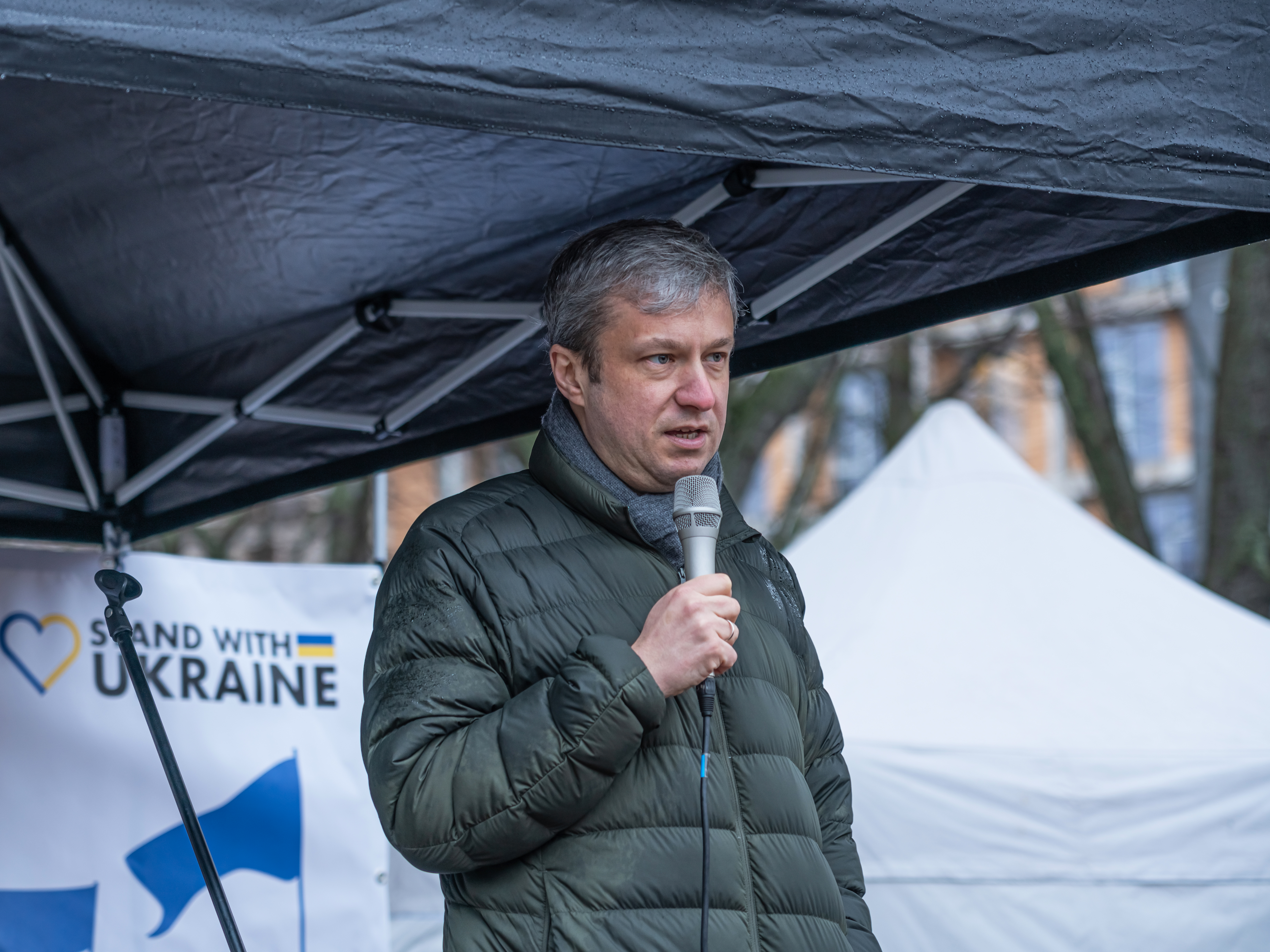
Антон Долин выступает на митинге за солидарность с Украиной, Берлин, 24 февраля 2023 года

В политической сфере «сторонник либерализма и демократии». Поддерживал оппозиционного политика Алексея Навального, является поклонником многих его расследований и посещал митинги за его освобождение. Впрочем, широкую известность получила острая полемика между Долиным и Навальным из-за двойного гражданства журналиста Сергея Брилёва.
В марте 2013 года записал для проекта «Против гомофобии» видеообращение в поддержку ЛГБТ-сообщества, в котором выступил против закона о запрете «пропаганды гомосексуализма».
В марте 2014 года подписал письмо «Мы с вами!» КиноСоюза, осуждающее военную интервенцию России в Украину.
Был членом Общественного совета Российского еврейского конгресса.
В сентябре 2020 года подписал письмо в поддержку протестных акций в Беларуси.
В 2022 году Долин высказался против вторжения России на территорию Украины, подписал коллективное обращение киноведов, кинокритиков и киножурналистов России «Против военной агрессии России в Украине», критически оценив дальнейшее развитие российского кинопроизводства и кинопроката. Позже Долин покинул Россию. Перед отъездом, по его словам, он увидел, что дверь его квартиры пометили огромной буквой Z.

## Художественные предпочтения

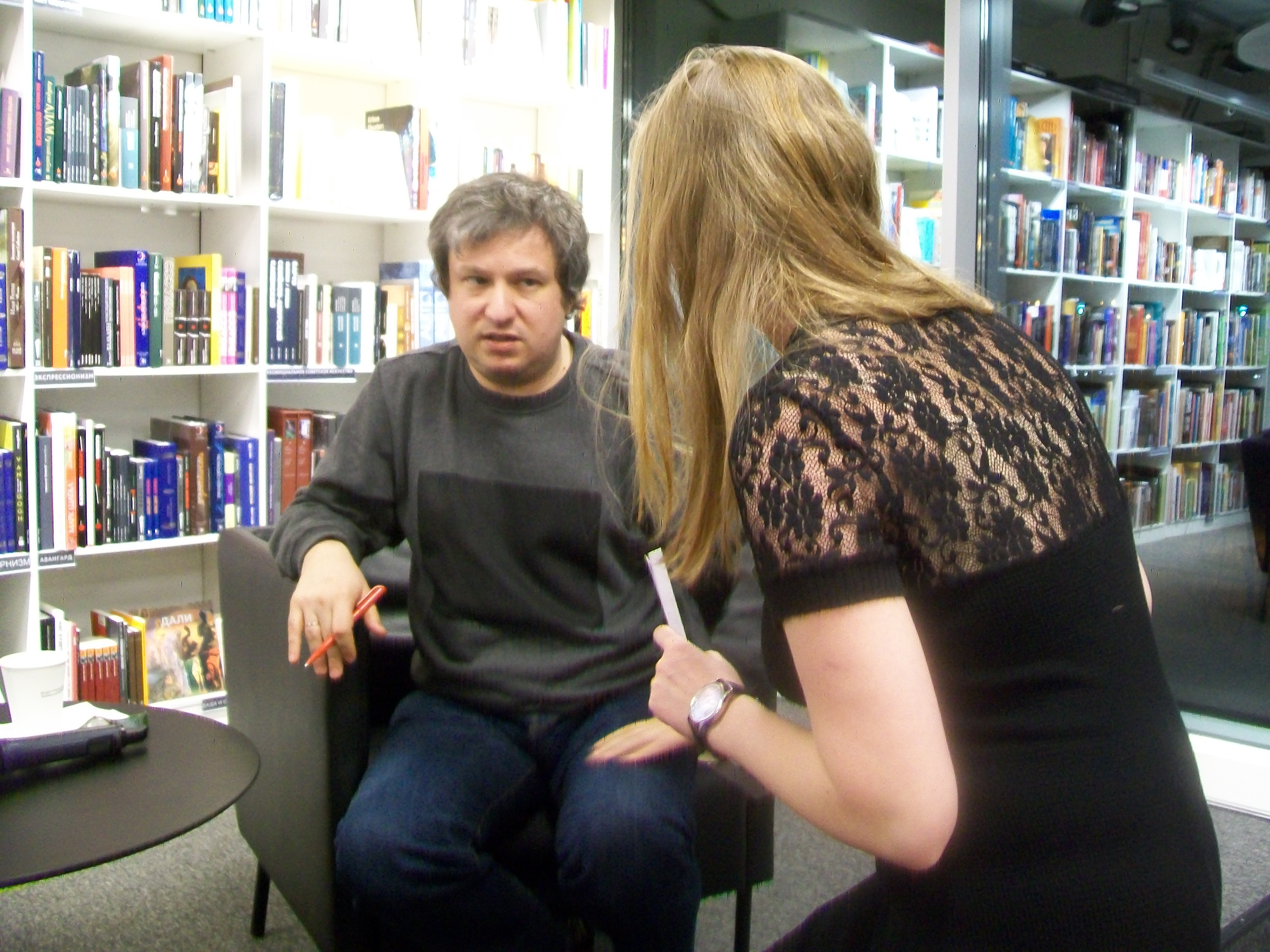
Антон Долин после лекции о Джармуше. 12 марта 2017 года, Екатеринбург, Ельцин-центр

В 2012 году при проведении журналом Sight & Sound опроса о величайших фильмах в истории Антон Долин выбрал следующие картины:
- «Голова-ластик» (Дэвид Линч, 1977)
- «Идиоты» (Ларс Фон Триер, 1998)
- «Индиана Джонс и храм судьбы» (Стивен Спилберг, 1984)
- «Зеркало» (Андрей Тарковский, 1974)
- «Мой друг Иван Лапшин» (Алексей Герман, 1984)
- «Слово» (Карл Теодор Дрейер, 1955)
- «Призрак свободы» (Луис Бунюэль, 1974)
- «Психо» (Альфред Хичкок, 1960)
- «Седьмая печать» (Ингмар Бергман, 1957)
- «Нибелунги: Зигфрид» (Фриц Ланг, 1924)

В одной из радиопередач сказал, что его любимым кинорежиссёром является Мануэл де Оливейра.
В интервью Николаю Солодникову назвал трёх любимых композиторов: Рихард Вагнер, Вольфганг Моцарт и Луиджи Ноно. В интервью Юрию Дудю, говоря о любимых музыкантах, упомянул The Beatles.

## 100 лучших фильмов XX века по версии Антона Долина
С 2009 по 2011 год на радиостанции «Маяк» выходила программа «Великая сотня двадцатого века: 100 фильмов, которые необходимо посмотреть». В своём выборе Долин исходил из принципа «один режиссёр — один фильм». Фактически же количество фильмов несколько превысило сотню, а 6 фильмов были выпущены уже в XXI веке.

## Награды
Дважды лауреат премии Гильдии киноведов и кинокритиков России за книги «Ларс фон Триер. Контрольные работы: Анализ, интервью. Догвилль: Сценарий» (2004) и «Герман: Интервью. Эссе. Сценарий» (2011).